# 麻奴
麻奴（1世纪？—124年），烧当羌部落首领，东吾之孙，东号的儿子。

## 生平
89年，麻奴跟随父亲降汉，居住在安定郡（今宁夏固原）。107年（永初元年），汉朝征发羌人屯戍西域，羌人不满，大举逃亡。麻奴兄弟因此与本部一同西行出塞。而滇零与钟羌各部落则大肆抢掠，切断了陇道。
120年六月，护羌校尉马贤率领一万兵众，在张掖讨沈氐羌，斩杀一千八百人，俘虏一千余人。烧当羌、听说在马贤大军已经返回金城，与烧何部进攻张掖，杀害官吏。121年（建光元年），烧当羌的忍良等人，不满马贤对麻奴兄弟的待遇，率部落侵犯湟中、金城郡。麻奴与当煎、烧何等种羌联合，在金城、湟中等地进攻马贤。八月，马贤率领先零羌回击，牧马场交战，汉军未能取胜。麻奴等又进攻武威，在令居（今甘肃永登）击败武威、张掖郡的援兵。马贤招抚引诱，迫使麻奴南返湟中。122年（延光元年），马贤追击麻奴至湟中，大败羌军，麻奴部下逃散。冬，部众孤弱饥困，麻奴困窘，率部投降汉阳郡太守耿种。124年，麻奴去世，他的弟弟犀苦继位。